# 風のことづて
「風のことづて」（かぜのことづて）は、2004年6月23日に発売された沢田美紀のデビューシングル。

## 収録曲
1. 風のことづて　作詞：深草アキ、安田桂子 / 作曲：深草アキ / 編曲：HALMA GEN
2. 蓮のウテナ　作詞：深草アキ、安田桂子 / 作曲：深草アキ
3. 風のことづて（インストゥルメンタル）
4. 蓮のウテナ（インストゥルメンタル）